# Новопавловка (Веселиновский район)
Новопа́вловка (укр. Новопавлівка) — село в Веселиновском районе Николаевской области Украины.
Население по переписи 2001 года составляло 157 человек. Почтовый индекс — 57036. Телефонный код — 5163. Занимает площадь 0,439 км².

## Местный совет
57030, Николаевская обл., Веселиновский р-н, пгт Кудрявцевка, ул. Ленина, 33